# 中西彩
中西 彩（なかにし あや, 1985年8月19日 - ）は、奈良県天理市出身の車いすアーチェリー選手。現在は天理大学の職員を務めている。生まれつきの二分脊椎症を患っており、中学時代はひきこもりがちだったものの、それを危惧した父親に連れて行かれたアーチェリー場でアーチェリーと出会う。天理大学在籍中の2004年にはアテネパラリンピックに出場し、アーチェリー女子リカーブ個人では1回戦で当時の世界記録保持者でオリンピック出場経験も持つイタリアのパオラ・フォンタートと当たり敗れてしまう。団体では平澤奈古、米澤昌子と共に出場し予選で世界記録を打ち立てるものの、準決勝でイギリス、3位決定戦で韓国に敗れ4位となった。2008年には北京パラリンピックに出場し、女子リカーブ個人では準決勝まで勝ち上がるものの中国の符洪芝に敗れ、3位決定戦でも蕭彦紅に敗れて4位に終わった。同時期に活躍した選手に、宮城県の小野寺公正がいる。